# Dan Persson
Dan Persson, född 1960 i Helsingborg, är en svensk basist och kapellmästare i musikgruppen Torsson. Inspelningstekniker på albumet Islands of Hawaii, och producent på Det Fjärde Bästa Bandet i Lund och Hälsningar från Ledighetskommittén. Även omslagsformgivare på flera av bandets skivor. Driver tillsammans med Bo Åkerström skivbolaget Rim & reson musikproduktion som ger ut Torssons inspelningar. Medlem i bandet Hugh Scott Band II.